# Johannes Haas (Musiker)
Johannes Haas (* 1931 in Becke; † 2004) war ein deutscher Musiker, Komponist, Herausgeber und Chorleiter.

## Leben
Johannes Haas wurde im heutigen Gummersbacher Stadtteil Becke geboren. Bereits als Heranwachsender begann er im Alter von 15 Jahren zu dirigieren und Konzerte mit Sängern und Instrumentalisten zu geben. 1958 gründete Johannes Haas als Freizeitangebot des Missionswerkes Jugend für Christus sowie in Zusammenarbeit mit dem damals neu entstehenden christlichen Musiklabels Frohe Botschaft im Lied den Jugend-für-Christus-Chor. Er leitete diesen über zehn Jahren zunächst in den Singfreizeiten mit anschließender Tonaufnahme für den Verlag sowie später christliche Radiosender wie dem Evangeliums-Rundfunk, immer mehr aber auch auf Konzerttourneen durch Deutschland. In dieser Position betätigte er sich vielfach als Übersetzer englischsprachigen Liedgutes und verfasste Chorsätze vor allem für die Evangeliumslieder. Die Positionierung des Plattenlabels erwies sich als sehr erfolgreich innerhalb der musikalisch noch sehr konservativ orientierten christlichen Kundengemeinschaft, sodass Johannes Haas schließlich eine gleichnamige Notenbuchreihe im damaligen Musikverlag Hänssler veröffentlichte. Zu seinen Übersetzungen bekannter Werke gehört z. B. Joy To The World, traditionsgemäß Georg Friedrich Händel zugeschrieben.
Aus dieser Arbeit entwickelte sich seine Tätigkeit als Produzent und Förderer neuer christlicher Musiker und Sänger und Formationen. Als Medizinstudent in Nürnberg leitete er die dortigen Nürnberger Bäckerposaunen und ermöglichte dem noch jahrzehntelang später erfolgreichen Posaunenchor so seine ersten Singles. Ebenso bekannt wurden unter seiner Leitung das Evangeliumsquartett und der Jugendsingkreis Derschlag sowie Kontra-Altistin Renate Lüsse und seine jüngere Schwester Doris Loh.
Nach intensiver Produktion und Aufbauarbeit in den 1950er und 60er Jahren übergab Johannes Haas die Leitung des Jugend-für-Christus-Chores 1969 an Klaus Heizmann und zog sich auch als Musikproduzent für längere Jahre zurück. Anfang der 1980er Jahre allerdings rief er schließlich erneut einen überregionalen Projektchor ins Leben. Im Singkreis Frohe Botschaft versammelte er ehemalige Sänger aus dem Jugend-für-Christus-Chor, aus dem Gemeindechor Derschlag und befreundete Sänger und spielte über viele Jahre Musikkonzepte aller Art ein, angefangen von anspruchsvollen Gesamteinspielungen und Komponistenportraits über klassische Choräle und Motetten bis hin zurück zum schlichten Evangeliumslied. Nach seinem Tod im Jahr 2004 führt seine Schwester Doris Loh die Chorarbeit weiter.
Johannes Haas arbeitete hauptberuflich als Mediziner; Anfang der 1970er Jahre war er Chefarzt des Bong Mining Hospitals in Monrovia, Liberia. Nach seiner Rückkehr nach Deutschland arbeitete er am Bernhard-Nocht-Institut für Tropenmedizin und war Universitätsprofessor für Tropenkrankheiten und Arbeitsmedizin.

## Werke
- Frohe Botschaft im Lied: 100 der beliebtesten Schallplattenlieder. (Hrsg., Verlag Friedrich Hänssler, 1958)
- Frohe Botschaft im Lied: 100 der beliebtesten Schallplattenlieder, Band 2. (Hrsg., Verlag Friedrich Hänssler, 1960)
- Frohe Botschaft im Lied: Die beliebtesten Schallplattenlieder, Band 3. (Hrsg., Verlag Friedrich Hänssler, 196?)